# Rio Maior
Rio Maior é uma cidade portuguesa pertencente ao Distrito de Santarém e que possui cerca de 21 000 habitantes (2021).
É sede do Município de Rio Maior com 272,76 km² de área e 21 005 habitantes (2021), subdividido em 10 freguesias. O município é limitado a norte pelo município de Porto de Mós, a nordeste e a sul pelo de Santarém, a sul pelo da Azambuja, a oeste pelo do Cadaval e pelo das Caldas da Rainha e a noroeste por Alcobaça.
Desde 2023 que Rio Maior integra a região estatística (NUTS II) do Oeste e Vale do Tejo e na sub-região estatística (NUTS III) da Lezíria do Tejo; continua, no entanto, a fazer parte da Comissão de Coordenação e Desenvolvimento Regional de Lisboa e Vale do Tejo, que manteve a designação da antiga NUTS II com o mesmo nome. Pertence ainda à  província do Ribatejo, hoje porém sem significado político-administrativo, mas constante nos discursos de auto e hetero-identificação cultural.
A 3 km da cidade de Rio Maior pode encontrar as Salinas naturais de Rio Maior.

## Factos salientes
Rio Maior intitula-se a cidade do Desporto, porque apesar do seu pequeno tamanho conta com vastas e premiadas infraestruturas de desporto (complexo desportivo classificado em 3º lugar no concurso internacional IOC/IAKS AWARD 2007) e com três Clubes com alguma projecção. O União Desportiva de Rio Maior, que tem apenas o futebol como modalidade, o Clube de Natação de Rio Maior, que tem como modalidades mais proeminentes a natação e o atletismo, do qual faz parte Susana Feitor, tendo também o mérito de ser um dos clubes portugueses que leva mais atletas aos jogos olímpicos (atletas esses maioritariamente da disciplina de Marcha do atletismo, mas também com presenças olímpicas de nadadores), que também dá nome à pista de atletismo do Estádio Municipal e a Casa do Povo de Rio Maior o mais antigo clube da cidade, que tem nos últimos anos levado o Judo aos mais altos patamares nacionais e internacionais, onde a atleta Yahima Ramirez é actualmente a judoca de maior projecção. Inês Henriques venceu a medalha de ouro na marcha de 50 km.
Rio Maior apostou forte nas instalações desportivas, possuindo um bem equipado parque desportivo, do qual faz parte o moderno Centro de Estágios e a Piscina Olímpica, estando no entanto muito desaproveitado em termos locais.
A Câmara Municipal foi presidida durante vários anos pelo membro do Partido Socialista Silvino Manuel Gomes Sequeira, mas nas eleições autárquicas de 2009, a coligação PSD/CDS conquistou a Câmara Municipal, e Isaura Morais tornou-se a primeira mulher a ocupar a Presidência da Câmara Municipal. Actualmente o Presidente da Câmara é Luís Filipe Santana Dias.

## História
- 1177 – Documento mais antigo do concelho «Doacom de salinas e Rio Mayor»;
- (----) – Rio Maior pertence ao Termo da Vila de Santarém;
- 1449 – D. Pedro, duque de Coimbra, a caminho de Alfarrobeira;
- 1619 – Fundação de Albergaria Régia;
- 1633 – O lugar de Rio Maior passa a pertencer ao Concelho da Vila de Azambujeira;
- 1759 – Fundação da Santa Casa da Misericórdia de Rio Maior;
- 1761 – Criação da Feira Anual (actual Feira da Cebola);
- 1763 – A albergaria é entregue aos frades franciscanos arrábidos;
- 1789 – Estrada Real de D. Maria I (Lisboa – Rio Maior – Alcobaça – Coimbra);
- 1803 – Criação do título de Conde de Rio Maior (João V.S.O. Juzarte Figueira e Sousa);
- 1810 – Junot ferido aquando da 3ª Invasão Francesa;
- 1834 – D. Miguel (rei absolutista) pernoita nas vésperas da batalha de Almoster;
- 1836 – Criação do concelho de Rio Maior;
- 1837 – A Câmara Municipal é instalada no edifício da albergaria;
- 1869 – Fundação do Grémio de Instrução e Recreio Riomaiorense;
- 1870 – Reconstrução do Hospital da Misericórdia;
- 1878 – Fundação da Escola Primária da Vila;
- 1880 – Inauguração do Teatro Riomaiorense;
- 1886 – Fundação da Escola Municipal Secundária;
- 1892 – Fundação da Associação dos Bombeiros Voluntários de Rio Maior;
- 1893 – Fundação de «O Riomaiorense», primeiro jornal de Rio Maior;
- 1916 – Registo da Mina de Lignite do Espadanal;
- 1920 – Constituição da Empresa Industrial Carbonífera e Electrotécnica Lda, Concessionária das Minas do Espadanal;
- 1924 – Criação da Escola Comercial Municipal;
- 1928 – Electrificação da Vila de Rio Maior;
- 1935 – Inauguração do Matadouro Municipal;
- 1945 – Inauguração da linha férrea Rio Maior-Vale de Santarém (transporte de carvão);
- 1946 – Início da exploração de areeiros;
- 1955 – Início da laboração da Fábrica de Briquetes da Mina do Espadanal;
- 1957 – Fundação da empresa «Carnes Nobre»;
- 1969 – Encerramento das Minas do Espadanal;
- 1972 – Fundação da União Desportiva de Rio Maior;
- 1978 – «Renascimento» do Coral e Orquestra Típica de Rio Maior;
- 1983 - Descoberta de vestígios de uma villa rustica romana, denominada, Villa Romana de Rio Maior;
- 1984 – Criação das freguesias de São Sebastião, São João da Ribeira e Malaqueijo;
- 1985 – Rio Maior é elevada a Cidade;
- 1992 – Inaugurado o novo edifício dos Paços do Concelho.

## Evolução da população do município
★ Os Recenseamentos Gerais da população portuguesa, regendo-se pelas orientações do Congresso Internacional de Estatística de Bruxelas de 1853, tiveram lugar a partir de 1864, encontrando-se disponíveis para consulta no site do Instituto Nacional de Estatística (INE).
| Número de habitantes ★                   | Número de habitantes ★ | Número de habitantes ★ | Número de habitantes ★ | Número de habitantes ★ | Número de habitantes ★ | Número de habitantes ★ | Número de habitantes ★ | Número de habitantes ★ | Número de habitantes ★ | Número de habitantes ★ | Número de habitantes ★ | Número de habitantes ★ | Número de habitantes ★ | Número de habitantes ★ | Número de habitantes ★ |
| ---------------------------------------- | ---------------------- | ---------------------- | ---------------------- | ---------------------- | ---------------------- | ---------------------- | ---------------------- | ---------------------- | ---------------------- | ---------------------- | ---------------------- | ---------------------- | ---------------------- | ---------------------- | ---------------------- |
| 1864                                     | 1878                   | 1890                   | 1900                   | 1911                   | 1920                   | 1930                   | 1940                   | 1950                   | 1960                   | 1970                   | 1981                   | 1991                   | 2001                   | 2011                   | 2021                   |
| 8 416                                    | 9 215                  | 10 457                 | 11 645                 | 12 785                 | 13 603                 | 15 150                 | 16 376                 | 18 902                 | 19 356                 | 18 245                 | 19 894                 | 20 119                 | 21 110                 | 21 192                 | 21 004                 |
| Número de habitantes por grupo etário ★★ |                        |                        |                        |                        |                        |                        |                        |                        |                        |                        |                        |                        |                        |                        |                        |
|                                          |                        |                        | 1900                   | 1911                   | 1920                   | 1930                   | 1940                   | 1950                   | 1960                   | 1970                   | 1981                   | 1991                   | 2001                   | 2011                   | 2021                   |
| 0-14 Anos                                | 0-14 Anos              | 0-14 Anos              | 3 984                  | 4 127                  | 4 188                  | 4 571                  | 5 107                  | 5 179                  | 4 880                  | 4 295                  | 4 683                  | 3 797                  | 3 258                  | 3 199                  | 2 801                  |
| 15-24 Anos                               | 15-24 Anos             | 15-24 Anos             | 1 823                  | 2 301                  | 2 421                  | 2 570                  | 2 621                  | 3 240                  | 3 077                  | 2 545                  | 2 887                  | 3 112                  | 2 856                  | 2 223                  | 2 237                  |
| 25-64 Anos                               | 25-64 Anos             | 25-64 Anos             | 4 978                  | 5 466                  | 5 931                  | 6 732                  | 7 392                  | 8 939                  | 9 664                  | 9 120                  | 9 694                  | 10 063                 | 11 132                 | 11 385                 | 10 938                 |
| = ou > 65 Anos                           | = ou > 65 Anos         | = ou > 65 Anos         | 820                    | 894                    | 1 022                  | 1 184                  | 1 217                  | 1 437                  | 1 735                  | 2 285                  | 2 630                  | 3 147                  | 3 864                  | 4 385                  | 5 028                  |

★ Número de habitantes "residentes", ou seja, que tinham a residência oficial neste município à data em que os censos  se realizaram.
★★ De 1900 a 1950 os dados referem-se à população "de facto", ou seja, que estava presente no município à data em que os censos se realizaram. Daí que se registem algumas diferenças relativamente à designada população residente)

## Política

### Eleições autárquicas[10]
| Data | %       | V       | %     | V     | %       | V       | %              | V  | %              | V            | %              | V   | %              | V       | %              | V   | %  | V  | %  | V  | Participação |                |
| Data | PPD/PSD | PPD/PSD | PS    | PS    | CDS-PP  | CDS-PP  | AD             | AD | FEPU/APU/CDU   | FEPU/APU/CDU | PDC            | PDC | PSD-CDS        | PSD-CDS | IND            | IND | BE | BE | CH | CH | Participação |                |
| ---- | ------- | ------- | ----- | ----- | ------- | ------- | -------------- | -- | -------------- | ------------ | -------------- | --- | -------------- | ------- | -------------- | --- | -- | -- | -- | -- | ------------ | -------------- |
| Data | 1976    | 45,31   | 4     | 33,78 | 2       | 16,01   | 1              |    |                |              |                |     |                |         |                |     |    |    |    |    |              | 61,36 / 100,00 |
| 1979 | AD      | AD      | 25,73 | 2     | AD      | AD      | 64,34          | 5  | 5,43           | -            | 2,44           | -   | 71,61 / 100,00 |         |                |     |    |    |    |    |              |                |
| 1982 | AD      | AD      | 41,82 | 3     | AD      | AD      | 50,37          | 4  | 4,05           | -            |                |     | 63,63 / 100,00 |         |                |     |    |    |    |    |              |                |
| 1985 | 47,51   | 3       | 47,71 | 4     |         |         |                |    | 2,49           | -            | 69,06 / 100,00 |     |                |         |                |     |    |    |    |    |              |                |
| 1989 | 34,19   | 2       | 61,06 | 5     | 2,36    | -       | 73,51 / 100,00 |    |                |              |                |     |                |         |                |     |    |    |    |    |              |                |
| 1993 | 23,06   | 2       | 65,81 | 5     | 6,01    | -       | 1,88           | -  | 69,08 / 100,00 |              |                |     |                |         |                |     |    |    |    |    |              |                |
| 1997 | 23,55   | 2       | 61,66 | 5     | 6,10    | -       | 4,15           | -  | 61,39 / 100,00 |              |                |     |                |         |                |     |    |    |    |    |              |                |
| 2001 | CDS-PP  | CDS-PP  | 53,21 | 4     | PPD/PSD | PPD/PSD | 6,15           | -  | 35,64          | 3            | 61,65 / 100,00 |     |                |         |                |     |    |    |    |    |              |                |
| 2005 | 32,33   | 3       | 48,03 | 4     | 7,31    | -       | 5,41           | -  |                |              | 64,48 / 100,00 |     |                |         |                |     |    |    |    |    |              |                |
| 2009 | CDS-PP  | CDS-PP  | 39,30 | 3     | PPD/PSD | PPD/PSD | 2,45           | -  | 49,21          | 4            | 3,13           | -   | 2,89           | -       | 66,17 / 100,00 |     |    |    |    |    |              |                |
| 2013 | CDS-PP  | CDS-PP  | 19,62 | 2     | PPD/PSD | PPD/PSD | 15,23          | 1  | 48,92          | 4            | 6,98           | -   | 2,35           | -       | 58,20 / 100,00 |     |    |    |    |    |              |                |
| 2017 | CDS-PP  | CDS-PP  | 30,36 | 2     | PPD/PSD | PPD/PSD | 9,98           | -  | 52,87          | 5            |                |     | 2,61           | -       | 57,95 / 100,00 |     |    |    |    |    |              |                |
| 2021 | CDS-PP  | CDS-PP  | 28,81 | 2     | PPD/PSD | PPD/PSD | 5,09           | -  | 56,96          | 5            | 1,44           | -   | 4,07           | -       | 56,21 / 100,00 |     |    |    |    |    |              |                |

### Eleições legislativas
| Data | %     | %     | %     | %    | %     | %     | %        | %     | %    | %     | %    | %   | %       | % | %  | %  |
| Data | PSD   | PS    | CDS   | PCP  | UDP   | AD    | APU/ CDU | FRS   | PRD  | PSN   | BE   | PAN | PSD CDS | L | CH | IL |
| ---- | ----- | ----- | ----- | ---- | ----- | ----- | -------- | ----- | ---- | ----- | ---- | --- | ------- | - | -- | -- |
| 1976 | 40,77 | 30,22 | 17,19 | 3,22 | 0,62  |       |          |       |      |       |      |     |         |   |    |    |
| 1979 | AD    | 25,94 | AD    | APU  | 1,00  | 59,55 | 6,81     |       |      |       |      |     |         |   |    |    |
| 1980 | AD    | FRS   | AD    | APU  | 0,65  | 61,19 | 5,14     | 25,76 |      |       |      |     |         |   |    |    |
| 1983 | 35,19 | 41,92 | 13,29 | APU  | 0,39  |       | 4,40     |       |      |       |      |     |         |   |    |    |
| 1985 | 44,00 | 24,01 | 9,12  | APU  | 0,51  | 4,42  | 13,86    |       |      |       |      |     |         |   |    |    |
| 1987 | 67,15 | 18,39 | 4,16  | CDU  | 0,57  | 2,97  | 2,38     |       |      |       |      |     |         |   |    |    |
| 1991 | 64,84 | 22,99 | 3,93  | CDU  |       | 2,27  | 0,55     | 1,54  |      |       |      |     |         |   |    |    |
| 1995 | 41,24 | 40,64 | 11,60 | CDU  | 0,33  | 2,50  |          | 0,32  |      |       |      |     |         |   |    |    |
| 1999 | 41,36 | 39,50 | 10,36 | CDU  |       | 3,66  | 0,35     | 1,32  |      |       |      |     |         |   |    |    |
| 2002 | 50,20 | 31,13 | 10,13 | CDU  | 2,95  |       | 1,66     |       |      |       |      |     |         |   |    |    |
| 2005 | 36,40 | 40,36 | 9,56  | CDU  | 3,33  | 4,48  |          |       |      |       |      |     |         |   |    |    |
| 2009 | 35,21 | 31,79 | 14,14 | CDU  | 4,26  | 8,32  |          |       |      |       |      |     |         |   |    |    |
| 2011 | 49,30 | 21,36 | 12,92 | CDU  | 3,97  | 3,78  | 0,98     |       |      |       |      |     |         |   |    |    |
| 2015 | CDS   | 27,21 | PSD   | CDU  | 5,01  | 8,92  | 1,28     | 47,46 | 0,62 |       |      |     |         |   |    |    |
| 2019 | 36,10 | 33,09 | 5,16  | CDU  | 3,70  | 7,86  | 2,13     |       | 0,95 | 1,64  | 0,75 |     |         |   |    |    |
| 2022 | 34,82 | 37,98 | 2,45  | CDU  | 2,89  | 3,34  | 0,88     | 0,87  | 9,92 | 3,39  |      |     |         |   |    |    |
| 2024 | AD    | 23,50 | AD    | CDU  | 35,45 | 1,87  | 2,95     | 1,50  | 2,45 | 23,26 | 3,72 |     |         |   |    |    |

## Freguesias

Freguesias do município de Rio Maior.

O município de Rio Maior está dividido em 10 freguesias:
- Alcobertas
- Arrouquelas
- Asseiceira
- Azambujeira e Malaqueijo
- Fráguas
- Marmeleira e Assentiz
- Outeiro da Cortiçada e Arruda dos Pisões
- Rio Maior
- São João da Ribeira e Ribeira de São João
- São Sebastião

## Património
- Villa romana de Rio Maior
- Salinas da Fonte da Bica

## Personalidades ilustres
- Conde de Rio Maior, Marquês de Rio Maior e Manuel Sequeira Nobre[13].

## Cultura
- Ecomuseu Salinas de Rio Maior